# Saint Arnaud (Nouvelle-Zélande)
.

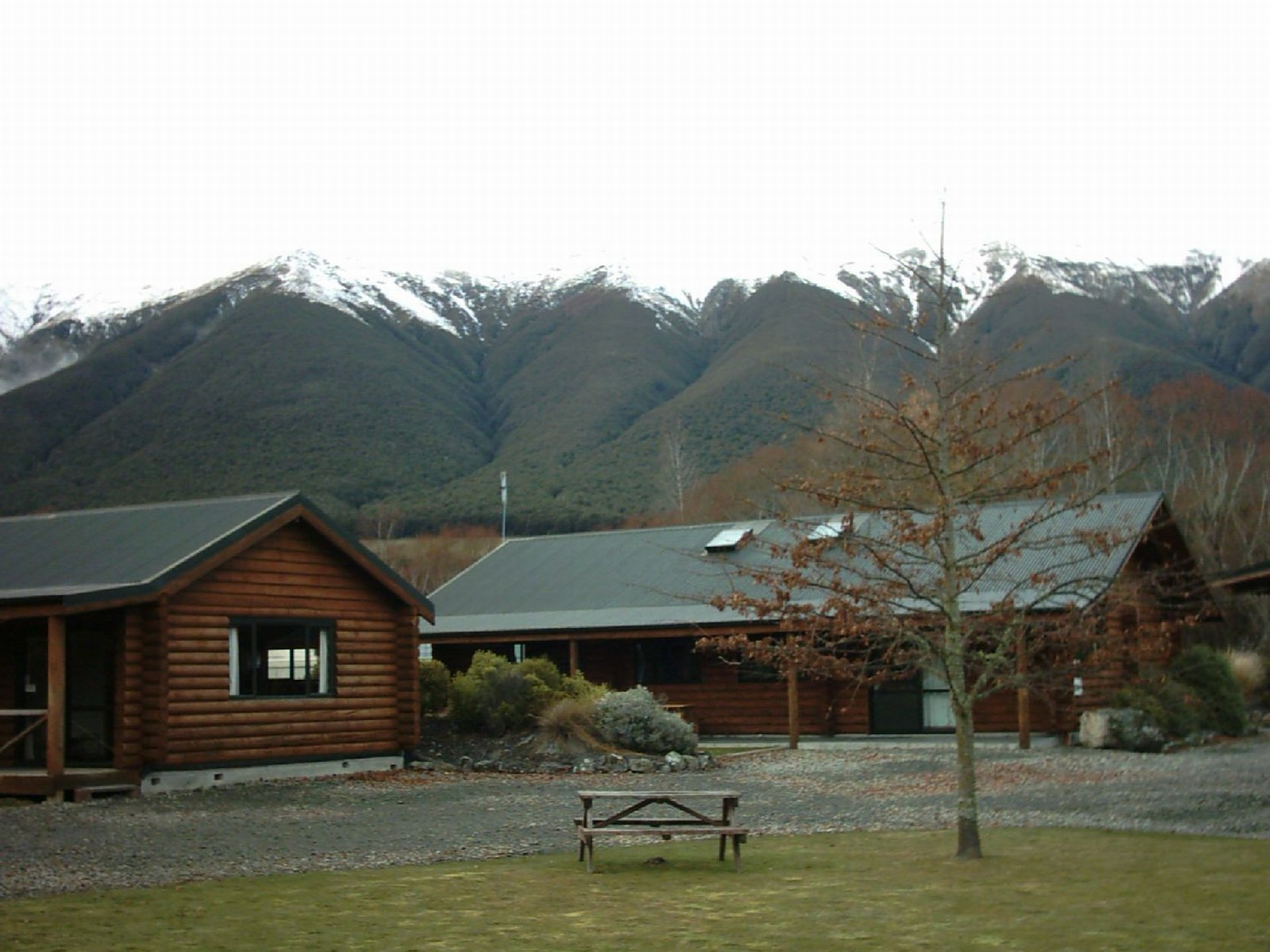
Auberge de jeunesse, avec en arrière plan, la chaîne de Saint Arnaud

Saint Arnaud (autrefois nommé Rotoiti) est une petite localité alpine, localisée dans le nord de l’Île du Sud de la Nouvelle-Zélande.

## Situation
La ville de Saint Arnaud est située à l’ouest de la chaîne de montagne de Saint Arnaud (en) et à 90 kilomètres au sud-ouest de la ville de Nelson, près de l’installation historique de Tophouse.
Elle est située à l’extrémité nord du lac lac Rotoiti.

## Toponymie
Le village fut appelé Rotoiti jusqu’en 1921, quand il fut renommé par le «Department of Lands and  Survey» pour éviter la confusion avec d’autres communautés du même nom .
Des archives montrent qu’entre 1921 et 1951, les deux noms furent utilisés de façon non officielle par les résidents locaux et les agences gouvernementales, quand ils faisaient référence au secteur du village.
Une telle référence comprend une lettre datée du 1er juin 1950 du géomètre en chef de l’”Office du District de Nelson “ du “Department of Lands and Survey” du “ New Zealand Geographic Board faisant état que "pendant de nombreuses années la confusion est survenue du fait que la correspondance adressée aux résidents et aux visiteurs à lac Rotoiti dans le secteur du District territorial de Nelson aboutissaient au lac Rotoiti près de la ville de Rotorua, dans le District territorial d’Auckland.
Du fait de la même confusion de noms, le nom de la ville de Rotoiti dans le district de Nelson fut changé en ville de St. Arnaud par ce département".
Toutefois le nom de St. Arnaud ne reçut pas une approbation légale jusqu’à ce qu’il soit publié au journal officiel le 19 juillet 1951.
Quelques personnalités locales s’opposèrent à ce changement comme cela est visible dans la pétition du 4 décembre 1950, publiée par le New Zealand Geographic Board s’opposant au changement de nom , .
Quelques résidents locaux aujourd’hui encore donnent leur adresse comme Lac Rotoiti et même avec St. Arnaud comme nom officiel[citation nécessaire].
Une des propositions du New Zealand Geographic Board était de , soit revenir au nom du village, qui était Rotoiti, ou soit d’utiliser les deux noms (une pratique relativement commune en Nouvelle-Zélande), mais cette proposition fut rejetée en 2007.
Une enquête a montré initialement que juste un peu plus de la moitié des résidents du secteur approuvaient la possibilité de revenir au nom initial .

## Installations
Principalement dimensionné pour un petit nombre d’habitants locaux et quelques randonneurs ou touristes venant pour le ski, le centre de Saint-Arnaud possède un magasin de village avec un service postal, une station essence, un café-restaurant, une installation de camping, un motel, des chalets et une agence spécialisée dans la location de logements pour les randonneurs au niveau de l’auberge de jeunesse du «Travers-Sabine Lodge» .
Un service de taxi aquatique fonctionne de la jetée située à l’extrémité nord du lac Rotoiti , jusqu’au près du terrain de camping du DOC situé à « Kerr Bay ».
Il y a un autre terrain de camping au niveau de “ West Bay “.
Un service de navette de bus quotidien le long de la route State Highway 63/S H 63 (en) fournit aussi une connexion vers la ville de Nelson, de Murchison, de Greymouth, de Blenheim, de Westport et celle de Picton.
Un camp d’entraînement de la Royal New Zealand Air Force  est proche de la ville de St-Arnaud situé au niveau de Dip Flat (en).

## Gouvernance
Du fait de la réforme de la gouvernance locale : le village de Saint-Arnaud passa sous l’autorité du conseil du district de Tasman (en).
Le maire actuel du district de Tasman est Richard Kempthorne.
Au niveau national, Saint-Arnaud est dans le secteur électoral de West Coast-Tasman (en), qui est actuellement tenu par Damien O'Connor (en) du parti travailliste.

## Parc national du Lac Nelson
La partie ouest du centre-ville de St-Arnaud comprend un centre local d’information du Department of Conservation ou DOC, avec une présentation interactive et des informations compréhensibles à propos de la vie sauvage et le management de l’environnement du «Parc national du lac Nelson».
Le Centre a une équipe de professionnels, qui peut offrir des conseils détaillés et de l’aide à propos de tous les aspects de la région.
Un certain nombre de sentiers, de chemins de randonnée et de parcours dans la nature, accessibles pour tous les niveaux, sont entretenus par le Département de la conservation.
Saint Arnaud est le point départ pour le parcours fatigant de 80 km sur un circuit de randonnée nommé (chemin de randonnée) de 'Travers– Sabine' (en).
Il suit la vallée de la rivière Travers, grimpe sur les pentes subalpines du col de 'Travers Saddle', suit  la ligne de partage des eaux, et redescend le long de la vallée de la rivière Sabine et les gorges jusqu’au lac  Rotoroa de la région de Tasman (en). 
De là les marcheurs peuvent compléter le circuit en revenant à Saint-Arnaud, soit en traversant un col peu élevé vers la vallée du lac lac Rotoiti de la région de Tasman (en), via le «Speargrass Track», ou grimper une route plus élevée via le Mont Angelus.
Comme alternative, ils peuvent prendre le taxi aquatique à partir du refuge du DOC nommé ‘Sabine Hut’ sur le lac Rotoroa de la région de Tasman (en) en remontant l'extrémité du lac.
En hiver, les sports de neige prennent la première place au niveau du “Rainbow Skifield (en)” sur la face est de la chaîne de Saint-Arnaud.
D’autres activités de loisirs comprennent la pèche, la chasse, le kayak, la navigation avec des petits bateaux et le vol à voile en planeurs.

## Autres lectures
- (en) Darroch Donald, Footprint Guide to New Zealand, 2e, année (2003), p. 481–483
- (en) Jim Dufresne, Tramping in New Zealand, Lonely Planet Books, année (2002)